# Мельник Єфросинія Вікторівна
Єфросинія Вікторівна Мельник, телевізійний псевдонім Фрося (нар. 22 серпня 2013, м. Київ, Україна) — українська блогерка, акторка, телеведуча.

## Життєпис
Євросинія Мельник народилася 22 серпня 2013 року в місті Києві. У 3 роки почала запам'ятовувати і декламувати вірші Василя Симоненка, Ліни Костенко, Володимира Маяковського та Володимира Висоцького.
Батько дівчинки працює масажистом, матір — бухгалтером.
Навчається у Київській середній спеціалізованій музичній школі-інтернаті імені Миколи Лисенка.
Працює ведучою програм «Дитячий кінозал» та «Погода в Україні та світі від Фросі» на каналі «1+1».

### Блогерство
Учасниця телешоу «Круче всех».
|                                 | На проєкті «Круче всех» розповіла про любов до поезії. Після цього її запросили на флешмоб пам'яті Володимира Висоцького. Тоді вперше на камеру зняли, як вона читає поезію. Їй так сподобалося, що після того його вірш «Книжкові діти» декламувала скрізь. Одного разу робила це на вулиці. Тоді її зняв на відео композитор Володимир Бистряков. Виклав ролик у «Ютюб». За день він набрав 700 тисяч переглядів. |
| — Віктор Мельник, батько Фросі, | |

### Захоплення
- Художня гімнастика, фігурне катання, вокал, музика[5].

## Ролі в кіно
На всіх зніманнях Фросю супроводжує батько.
- 2018 — «На самій межі» — Маша
- 2019 — «Сліди в минуле» — Даша
- 2019 — «Віражі долі» — Василіса
- 2019 — «Все одно тебе дочекаюся» — епізод
- 2019 — «Генделик» — Соня
- 2019 — «Діда Мороза не буває» — Оленка
- 2019 — «Дім, який» — Катя в дитинстві
- 2019 — «Кохання зі заплющеними очима» — Настя
- 2019 — «Невипадкові зустрічі» — Лідочка
- 2019 — «Підкидьок» — Аля (головна роль)
- 2019 — «Повернення» — маленька Настя
- 2019 — «Родина на рік» — епізод
- 2019 — «Спадкоємці» — епізод
- 2019 — «Ніщо не трапляється двічі» — Катя
- 2019 — «Таємне кохання» — Ліза
- 2019 — «Чотирилисник бажань» — Міла
- 2020 — «Встигнути все виправити» — епізод

## Відзнаки
- гран-прі та супер гран-прі міжнародного фестивалю «Україна об'єднує світ».